# لغم بي اف إم-1

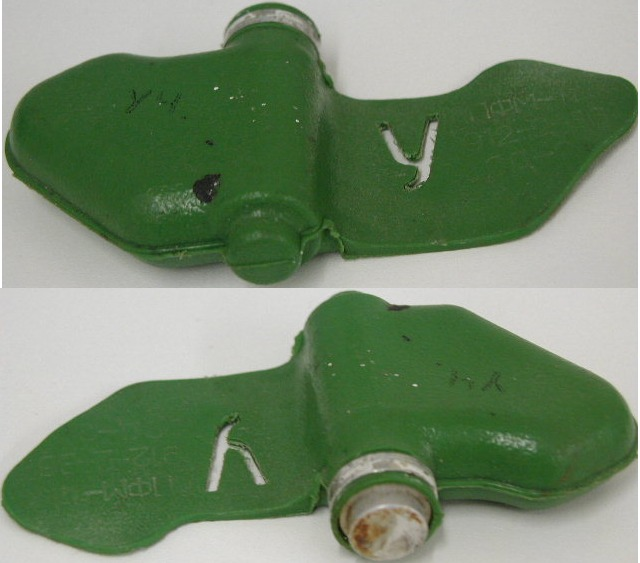
لغم تدريب بي اف إم-1 ، يمكن تمييزه عن النسخة الحية بوجود الحرف السيريلي У (اختصار لـ учебный ، uchebnyy ، "خاص بالتدريب").

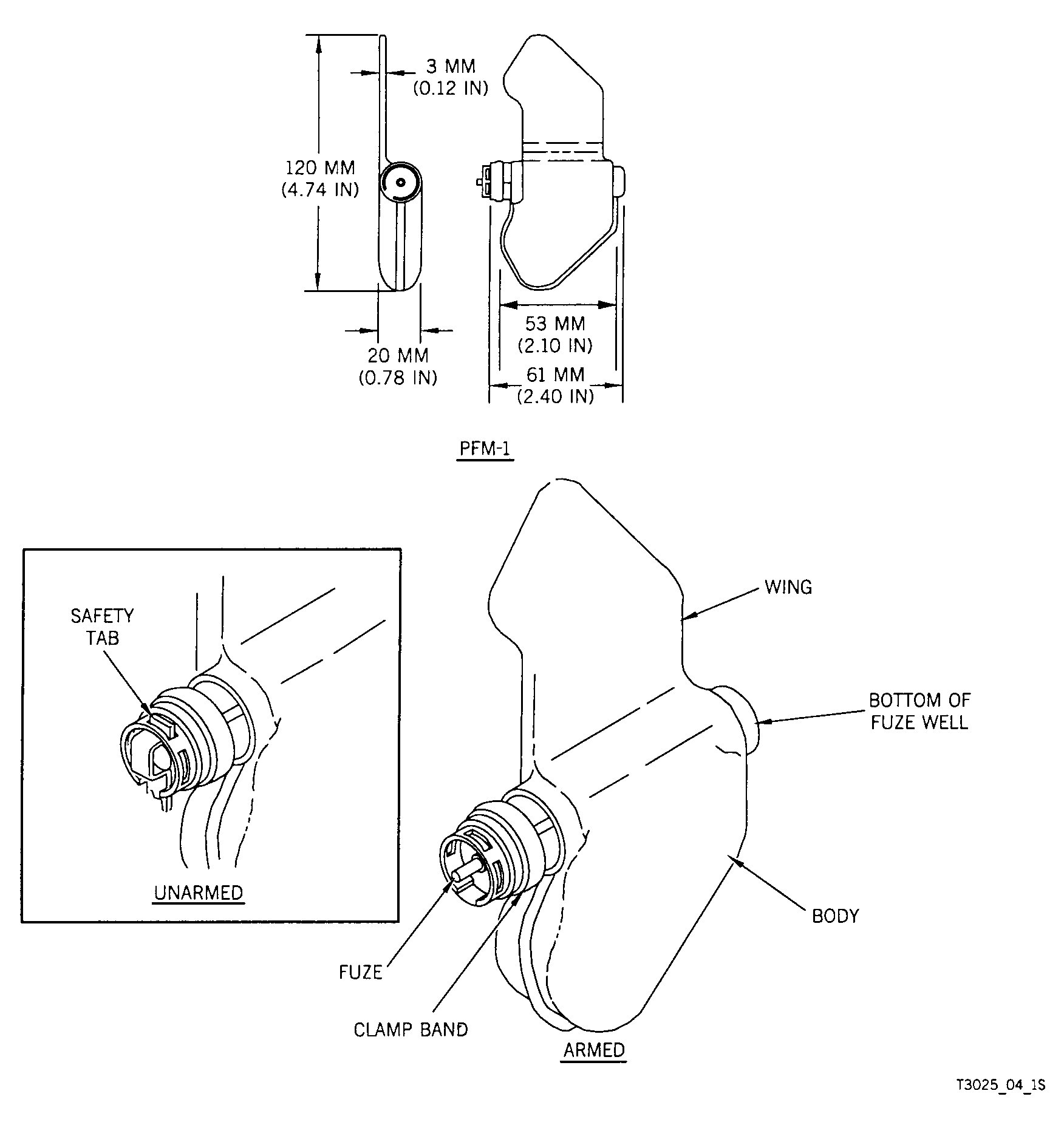
رسم تخطيطي بي اف إم-1

بي اف إم-1 ( (بالروسية: ПФМ-1 — Противопехотная Фугасная Мина-1)‏ تعني ' لغم مضاد للافراد شديد الانفجار' ) هو لغم أرضي مضاد للأفراد شديد الانفجار من إنتاج الاتحاد السوفيتي وروسيا . يُعرف أيضًا باسم الببغاء الأخضر أو لغم الفراشة (بالإنجليزية: Butterfly Mine)‏. يمكن نشر اللغام بأعداد كبيرة عبر قذائف الهاون والمروحيات والطائرات؛ حيث ينزل الى الأرض بطريقة شراعية دون أن ينفجر لينفجر في وقت لاحق عند تعرضه للاصطدام.

## كيفية تفعله
اللغم يخزن مع دبوس تقييدي ومكبس للتفجير. بمجرد إزالة دبوس التسليح ، يتم دفع المكبس إلى الأمام ببطء بواسطة زنبرك حتى يتصل بالمفجر، وعند هذه النقطة يتم تسليحه.

## الاستخدام العسكري

### أفغانستان

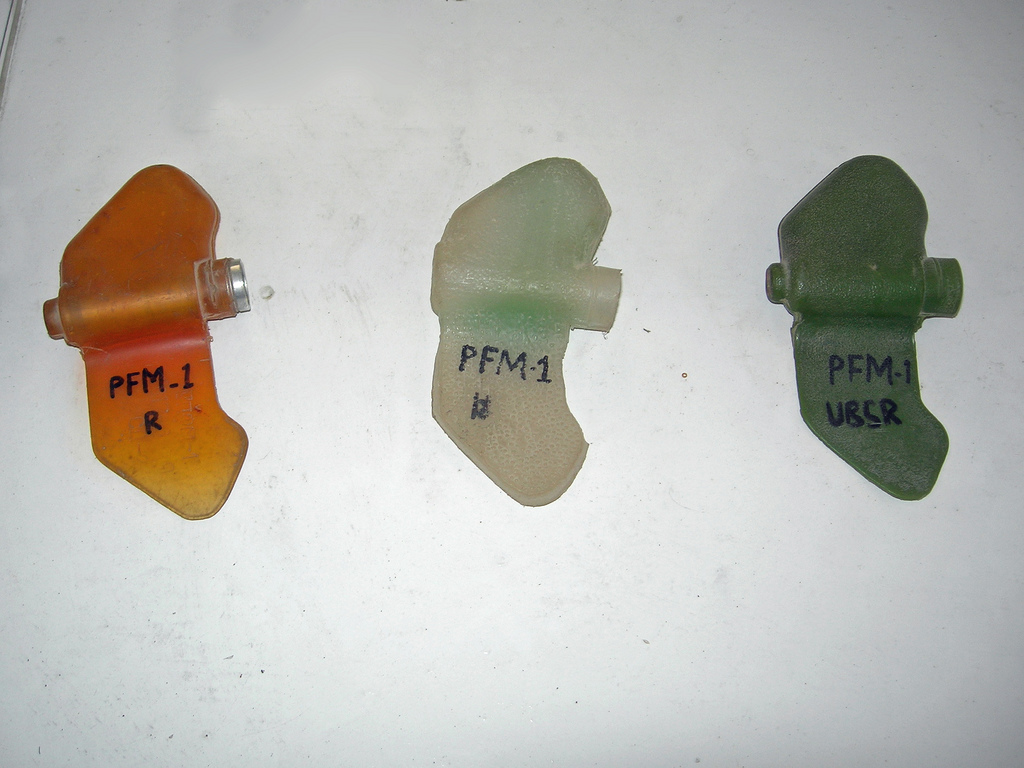
لغم الفراشة ، متحف عمر للالغام ، 2008

تم استخدام بي اف إم-1 أثناء الحرب السوفيتية في أفغانستان ، مما أدى إلى وقوع عدد كبير من الضحايا بين الأطفال بسبب عدم تمميزه من بين الالعاب بسبب شكله ولونه.

## التشابه في التصميم
يشبه بي اف إم-1 اللغم الأرضي بلو-43 الذي استخدمه الجيش الأمريكي في عملية القباني الأبيض في لاوس أثناء حرب فيتنام. وفقًا لوثيقة عسكرية أمريكية، أنشأ الجيش السوفيتي بي اف إم-1 بعد الهندسة العكسية لبلو-43.

## روابط خارجية
- http://www.one-step-beyond.de/en/countries/afghanistan/mines/afghanistan_mine_pfm-1.html